# Christophe Munzihirwa Mwene Ngabo
Christophe Munzihirwa Mwene Ngabo (Kabare, 1926 – Bukavu, 29 ottobre 1996) è stato un arcivescovo cattolico della Repubblica Democratica del Congo.
Era un membro professo della Compagnia di Gesù. Fu un sostenitore dei diritti umani nella prima guerra del Congo. La causa della sua beatificazione è stata aperta sotto papa Francesco a metà del 2016 e il processo formale è iniziato diversi mesi dopo. Ha il titolo di servo di Dio. È soprannominato il "Romero del Congo".

## Biografia
Monsignor Christophe Munzihirwa Mwene Ngabo nacque a Kabare nel 1926.

### Formazione e ministero sacerdotale
Studiò alla scuola parrocchiale, alla scuola normale e poi nel seminario minore di Mugeri dove seguì i corsi di lettere antiche. Sentendosi chiamato al sacerdozio, continuò la sua formazione nel seminario maggiore di Moba.
Il 17 agosto 1958 fu ordinato presbitero. Divenne quindi parroco di una parrocchia secondaria, Munzihirwa, ma fu rapidamente nominato parroco di Bukavu. Era tuttavia attratto dalla vita religiosa e dalla spiritualità ignaziana e pertanto rinunciò alla parrocchia e il 7 settembre 1963 entrò nella Compagnia di Gesù.
Essendo già prete, ebbe una formazione abbreviata. Ai due anni di noviziato seguì la formazione filosofica e teologica complementare, prima nello scolasticato di Kimwenza, vicino a Kinshasa, e poi a Lovanio, in Belgio. Il 9 settembre 1965 emise la professione solenne. Dopo una breve esperienza a Bukavu, al fine di rilanciare il collegio devastato dalla ribellione del Katanga, si trasferì in Belgio dove dal 1967 al 1969 studiò scienze sociali all'Università Cattolica di Lovanio.
Tornato in patria, Munzihirwa si occupò in primo luogo della formazione spirituale e intellettuale dei giovani gesuiti, mentre contemporaneamente operava come cappellano della parrocchia universitaria di Kinshasa. Nel 1971 molti studenti vennero reclutati forzatamente nell'esercito nazionale. In solidarietà con i giovani si arruolò. Nel 1973 lavorò presso il Centro per l'Azione Sociale (CEPAS) di Kinshasa e fu il capo dell'Associazione dei leader e quadri cattolici del paese. Era impegnato sempre più nel campo sociale. Nel 1977 iniziò a lavorare sulla tesi di laurea in sociologia all'Università di Lubumbashi, che proseguì a Lovanio.
Nel 1978 venne nominato rettore dello scolasticato gesuita "San Pietro Canisio" di Kimwenza, presso Kinshasa. Due anni dopo, nel 1980, divenne superiore provinciale dei gesuiti dell'Africa Centrale.

### Ministero episcopale
Il suo mandato di sei anni era appena concluso quando il 10 marzo 1986 papa Giovanni Paolo II lo nominò vescovo coadiutore di Kasongo. Ricevette l'ordinazione episcopale il 9 novembre successivo dal cardinale Jozef Tomko, prefetto della Congregazione per l'evangelizzazione dei popoli, co-consacranti il vicario apostolico di Lusaka Adam Kozłowiecki e il vescovo ausiliare di Malines-Bruxelles Luc Alfons De Hovre. Il 30 aprile 1990 succedette a monsignor Timothée Pirigisha Mukombe sulla cattedra di Kasongo.
I tempi erano turbolenti e la situazione difficile nella regione dei Grandi Laghi. Pur mantenendo la sua carica a Kasongo, monsignor Munzihirwa nel 1994 venne nominato amministratore apostolico di Bukavu. Partecipò alla I assemblea speciale per l'Africa del Sinodo dei vescovi che ebbe luogo nella Città del Vaticano dal 10 aprile all'8 maggio 1994 sul tema "La Chiesa in Africa e la sua missione evangelizzatrice verso l'anno 2000: "Sarete miei testimoni" (At 1, 8)". Al suo ritorno da Roma dovette affrontare la tragedia di centinaia di migliaia di persone che arrivavano nella provincia del Kivu Sud, in fuga dal genocidio del Ruanda. L'intera regione era destabilizzata e fuori dal controllo delle autorità civili. Per due anni "Mzee" Munzihirwa (l'anziano, il saggio, un titolo datogli spontaneamente dai suoi fedeli) visitò i campi profughi nella sua diocesi. Egli invitò i fedeli a fare del il bene mentre richiamava l'attenzione delle autorità e del mondo sulla situazione catastrofica con coraggio e sottolineando la necessità di trovare una giusta soluzione al conflitto che sconvolgeva l'intera regione.
Il 14 marzo 1995 papa Giovanni Paolo II lo nominò arcivescovo metropolita di Bukavu.
Le dimissioni complete di funzionari civili e militari a Bukavu e nella regione fecero sì che monsignor Munzihirwa sia rimasto l'unica autorità a gestire da sola il destino di una popolazione abbandonata. In particolare durante l'attacco alla città di Bukavu e l'inizio dei massacri di profughi Hutu nella provincia del Kivu Sud da parte dell'esercito di Paul Kagame. I funzionari dell'Alto commissariato delle Nazioni Unite per i rifugiati (UNHCR) avevano fatto i bagagli ben prima dell'ottobre del 1996 e l'attacco allo Zaire era imminente. La prima vittima di questa aggressione fu monsignor Christophe Munzihirwa. Non aveva risparmiato nessuno sforzo per aiutare i rifugiati. La notte del suo assassinio aveva appena salvato le suore trappiste di origine Tutsi portandole in un posto dove si sentivano al sicuro. Il sostegno morale e umanitario dell'arcivescovo per i rifugiati fece sì che il governo ruandese fosse ostile ai chierici congolesi. Questo spiega perché il vescovo Munzihirwa e i missionari spagnoli furono il primo obiettivo del commando armato che attaccò la città di Bukavu e i campi profughi Hutu. Lunedì 28 ottobre, il giorno prima del suo assassinio, il vescovo Munzihirwa aveva convocato una riunione del "Comitato per la difesa della popolazione" nell'arcidiocesi. Costituito spontaneamente attorno all'arcivescovo, questo comitato voleva provare a porre fine al caos, al saccheggio e agli omicidi. L'incontro si svolse come previsto martedì 29 ottobre alle ore 14. I membri del comitato erano venti persone provenienti dalla società civile e comprendevano il dottor Miteyo e quelli che poi saranno i testimoni oculari dell'assassinio dell'arcivescovo: i signori Kabego, Mambole, Lwango, Chimanuka, Kasaza e Biringanine. Quest'ultimo fu ucciso a colpi d'arma da fuoco dal commando del Fronte Patriottico Ruandese a Nyawera Square al momento dell'attacco all'arcivescovo di Bukavu. Di volta in volta, la società civile del Kivu del Sud lanciò un grido di allarme alla comunità internazionale affinché potesse intervenire in tempo per salvare la popolazione. Queste chiamate rimasero senza risposta. Come descritto dal dottor Bruno Miteyo, da Joseph Sagahutu, da Beatrice Umutesi, dai missionari occidentali che risiedevano a Bukavu, dai vari rapporti delle ONG e della società civile, la situazione era seria e pericolosa. L'infiltrazione armata dal vicino Ruanda erano ormai allo scoperto, i cadaveri dei rifugiati congolesi erano disseminati nelle strade e dal confine ruandese vennero lanciati colpi di mortaio verso la città specialmente il 22 ottobre 1996. Il 29 ottobre i ribelli del Fronte Patriottico Ruandese e dell'Alleanza delle Forze Democratiche per la Liberazione del Congo presero posizione in tutta la città. La popolazione e l'esercito regolare congolese fuggirono. Messaggi scritti all'arcivescovo mostrano che aveva intenzione di chiedere alla gente di non lasciare la città e villaggi e soprattutto di chiedere per il popolo congolese e per i rifugiati ruandesi e burundesi un intervento umanitario urgente. La comunità internazionale rimase sorda alle sue richieste di pace. Nella sua lettera pastorale di ottobre e fino al giorno del suo assassinio, denunciò il reclutamento forzato dei giovani da parte dell'esercito del Fronte Patriottico Ruandese e i "ripetuti attacchi del Ruanda contro lo Zaire orientale, che aveva già provocato numerose vittime civili nel Kivu". Questa situazione catastrofica preoccupava la società civile di Bukavu. Martedì 29 ottobre alle ore 18, appena dopo l'incontro, monsignor Munzihirwa lasciò il vescovado per tornare al collegio dei gesuiti Alfagiri, dove voleva passare la notte. Era accompagnato dal suo autista e dalla sua guardia del corpo, un soldato dell'esercito congolese, per facilitare il passaggio dei controlli installati in tutta la città. Un secondo veicolo appartenente al signor Kabego lo seguì da vicino dal palazzo arcivescovile. A un bivio sulla piazza del mercato di Nyawera, la sua auto venne bloccata da una raffica di proiettili da un ruandese del Fronte Patriottico Ruandese che era sul posto. Il signor Biringanine, che era nella macchina del signor Kabego, rimase colpito da soldati del Fronte Patriottico Ruandese. La scorta dell'arcivescovo venne abbattuta. Il vescovo Munzihirwa scese dall'auto e, con la croce in mano, si diresse verso i militari. I soldati lo interrogarono e torturarono vicino al recinto di SINELAC, e poi lo giustiziarono. La foto del suo corpo fa da copertina al libro di Ambrogio Bulambo. I padri saveriani di Vamaro riuscirono ad ottenere il permesso di recuperare il corpo di monsignor Munzihirwa.
Le esequie si tennero il 31 ottobre 1996, lo stesso giorno in cui lo stesso commando del Fronte Patriottico Ruandese attaccò i quattro missionari spagnoli di Bugobe appartenenti alla congregazione dei fratelli maristi delle scuole: Servando Mayor Garcia, nato a Hornillos del Camino (Burgos); Julio Rodriguez Jorge, nato a Piñel de Arriba (Valladolid); Miguel Angel Isla Lucio, nato a Villalain (Burgos) e Fernando de la Fuente, nato a Burgos. Munzihirwa è sepolto presso l'ingresso principale della cattedrale di Nostra Signora della Pace a Bukavu.

## Processo di beatificazione
Il 28 maggio 2016 la Congregazione delle cause dei santi autorizzò l'arcidiocesi di Bukavu ad aprire la causa di beatificazione del servo di Dio Christopher Munzihirwa.
Il 16 gennaio 2017 l'arcivescovo di Bukavu François Xavier Maroy istituì un tribunale ecclesiastico per prendersi cura della causa. I membri del tribunale prestarono giuramento lo stesso giorno. Padre Jean Marie Vianney Kasigwa Kitumaini è delegato episcopale e presidente del tribunale. Il padre barnabita Gaspard-Marie Mutabesha è il promotore di giustizia. I signori Emmanuel Bafulwa e Armel Lucireho sono rispettivamente il notaio e il notaio aggiunto. Il postulatore della causa è il padre gesuita Anton Witwer. Il suo vice è padre Boniface Kanozire.

## Opere
- Lettere e appelli dal Congo, Bologna, EMI, 2007.

## Genealogia episcopale
La genealogia episcopale è:
- Cardinale Scipione Rebiba
- Cardinale Giulio Antonio Santori
- Cardinale Girolamo Bernerio, O.P.
- Arcivescovo Galeazzo Sanvitale
- Cardinale Ludovico Ludovisi
- Cardinale Luigi Caetani
- Cardinale Ulderico Carpegna
- Cardinale Paluzzo Paluzzi Altieri degli Albertoni
- Papa Benedetto XIII
- Papa Benedetto XIV
- Papa Clemente XIII
- Cardinale Enrico Benedetto Stuart
- Papa Leone XII
- Cardinale Chiarissimo Falconieri Mellini
- Cardinale Camillo Di Pietro
- Cardinale Mieczysław Halka Ledóchowski
- Cardinale Jan Maurycy Paweł Puzyna de Kosielsko
- Arcivescovo Józef Bilczewski
- Arcivescovo Bolesław Twardowski
- Arcivescovo Eugeniusz Baziak
- Papa Giovanni Paolo II
- Cardinale Jozef Tomko
- Arcivescovo Christophe Munzihirwa Mwene Ngabo, S.I.